# 三星物产
三星物产（英語：Samsung C&T；：／*/?）成立于1938年，是三星集团世界最大的物产公司之一和世界财富最富有的企业之一。。
2015年7月17日三星集團實質控股公司「第一毛織」（Cheil Industries）以8.9兆韓圜（77.6億美元）收購三星物產，合併後新公司名稱確定為三星物產，三星電子副會長李在鎔将持有新公司19.4%股份，成為最大股東，李健熙長女李富真和次女李敍顯各持有5.5%股份。

## 业务范围

### 工程与建筑集团
- 摩天大楼 - 迪拜塔、双峰塔（Tower 2）、台北101[4][5]、默迪卡118
- 厂房及发电厂 - Shuweihat S2 IWPP in Abu Dhabi, Singapore LNG Terminal 2nd Berth, Qurayyah IPP in Saudi Arabia
- 基础建设 - 仁川大桥、香港屯馬線九龍城區段（含宋皇臺站及土瓜灣站）、阿聯阿布達比 Salam Underground Motorway、臺灣桃園國際機場第三航廈
- 住房 - 来美安公寓

### 贸易投资集团
- 能源与环保 - 发电、生物能源
- 自然资源 - 石油、煤炭、金属和矿产
- 工业原料 - 钢材、化工、电子、纺织